# Duanne Moeser
Duanne Moeser (* 3. April 1963 in Waterloo, Ontario) ist ein kanadisch-deutscher ehemaliger Eishockeyspieler, der bis zur Spielzeit 2004/05 bei den Augsburger Panthern spielte. Nach seiner aktiven Zeit ist er in das dortige Sport-Management gewechselt.

## Herkunft und Familie
Duanne Moeser wurde zwar in Kanada geboren, ist aber deutscher Herkunft. Er lebt bereits seit 1987 in Deutschland. Moeser ist verheiratet und hat mit seiner Frau Christine zwei Töchter. Er wohnt mit seiner Familie in Friedberg.

## Karriere

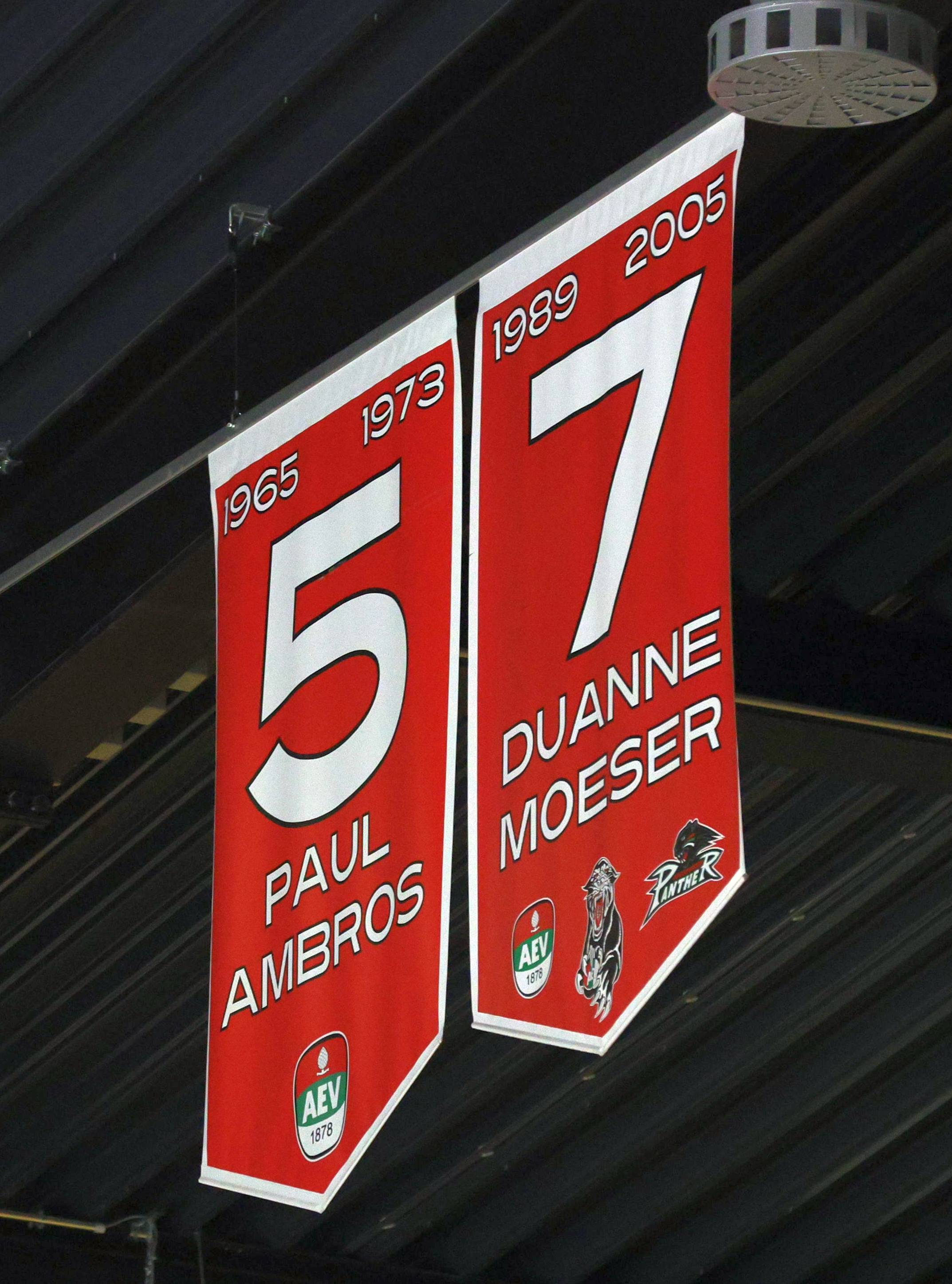
Moesers Trikotnummer unter dem Hallendach in Augsburg

Duanne Moeser begann seine Karriere 1982 in der nordamerikanischen Universitätsliga NCAA an der Cornell University. Weitere Stationen waren die Erie Golden Blades in der Atlantic Coast Hockey League, die Flint Spirits aus der International Hockey League und New Haven Nighthawks aus der American Hockey League. Im Sommer 1987 wechselte er nach Deutschland, wo er erst beim ERC Sonthofen spielte.
Zur Saison 1989/90 kam er das erste Mal für drei Jahre nach Augsburg. Später wechselte er zu den Eisbären Berlin, kurz zu den Kassel Huskies und nach Kempten (Allgäu) sowie zu den Starbulls Rosenheim, bevor er 1994 erneut nach Augsburg kam. Dort war der Stürmer bis zu seinem Karriereende 2005 aktiv. In seiner letzten Saison erzielte er das Siegtor im letzten Vorrundenspiel gegen die Iserlohn Roosters, durch das „seine“ Panther die Play-offs erreichten. Nach dem Viertelfinal-Aus gegen Berlin wechselte er ins Management der Panther und ist nun als Sportdirektor tätig.
Am 26. August 2005 feierte er mit einer großen Gala, an der alte Gefährten Moesers teilnahmen, seinen Abschied vom aktiven Leistungssport. Duanne Moeser ist in der Saison 2005/06 für den frühzeitig entlassenen Trainer Randy Edmonds eingesprungen und fungierte für zwei Spiele als Interimstrainer.
Am 23. Februar 2006 gab der inzwischen 43-jährige sein Comeback bekannt. Er hätte die Rückennummer 23 getragen, da seine legendäre Nummer 7 bereits unter dem Dach des Curt-Frenzel-Stadions hängt und nicht mehr vergeben wird. Aufgrund der Rettung auf den 12. Platz der Abschlusstabelle war aber ein Eingreifen von Duanne Moeser nicht mehr erforderlich.
Duanne Moeser wurde 2006 in die Hall of Fame Deutschland aufgenommen.

## Erfolge und Auszeichnungen
- 2005 Teilnahme am DEL All-Star Game

## Duanne Moeser Patenschaft
Unter dem Motto „7 × Sieben - Gemeinsam Stark Für Kinder“ gründeten Duanne Moeser und seine Frau Christine eine Organisation zur Unterstützung Augsburger Jugendlicher. Die 7 steht dabei für die Rückennummer Moesers während seiner Spielerkarriere, die Sieben für seinen Fanclub „Die Glorreichen Sieben“. Insbesondere unterstützt er das katholische Kinderheim in Augsburg-Hochzoll.